# Le Peuple de l'abîme
Le Peuple de l'abîme (The People of the Abyss) est un essai de Jack London publié en 1903, illustré de plus d'une centaine de photographies documentaires.

## Historique
Le Peuple de l'abîme est un livre de Jack London sur la vie dans l'East End de Londres de 1902. Il a écrit ce témoignage de première main après y avoir vécu (y compris le quartier de Whitechapel) pendant plusieurs mois, logeant parfois dans les hospices pour pauvres ou dormant dans la rue. Les conditions de vie qu'il a connues et décrites sont celles qui étaient endurées par les quelque 500 000 Londoniens pauvres de l'époque.
Pour cet ouvrage, Jack London s'est notamment inspiré de How the Other Half Lives de Jacob Riis, qui avait fait de même dans les quartiers pauvres de New York ; lui aussi avait accompagné ses textes de photographies.

## Éditions
L'édition originale est illustrée de photographies. Les éditions suivantes ne reprendront pas les photographies qui ne réapparaîtront qu'à partir de l'édition de 1980.

### Éditions en anglais
- The People of the Abyss, dans le Wilshire's Magazine[3], onze épisodes de mars 1903 à janvier 1904.
- The People of the Abyss, un volume chez Macmillan Publishers, New York, octobre 1903.
- The people of the Abyss, un volume chez 1st World Library (2004).

### Traductions en français
- Le Peuple de l'Abîme, en feuilleton dans Le Quotidien en mars 1926.
- Le Peuple de l'Abîme, traduit par Paul Gruyer et Louis Postif, juin 1926 (avec des coupures).
- Le Peuple de l'Abîme, traduit par François Postif, 1975.
- Le Peuple de l'Abîme, traduit par Véronique Béghain, Gallimard, 2016[4].